# Bank of China Tower
Bank of China Tower (čín. 中銀大廈) je jeden z nejznámějších mrakodrapů v Hongkongu. Je to sídlo Bank of China (Hongkong) Limited.
Je vysoký 305 metrů a má dvě antény, s nimiž je celková výška 369 metrů. Má 70 poschodí a postavený byl v roce 1989. V letech 1989–1992 to byla nejvyšší budova v Hongkongu a Asii. Také jako první pokořila hranici 305 metrů mimo USA. Dnes (2007) to je třetí nejvyšší budova v Hongkongu. Jejím autorem je americký architekt čínského původu I. M. Pei.

## Historie
Na 6 700 m² velkém prostoru dříve stál Murray House. Poté, co byl cihlu po cihle přesunut do Stanley, byla parcela prodána vládou "jen za miliardu HKD" v srpnu 1982.
Hrubá plocha všech poschodí byla určena 100,000 m². Původní projekt měl být dokončen 8. srpna 1988. Nestalo se tak kvůli několika zpožděním, základy byly položeny teprve v březnu 1985, tedy o dva roky později než bylo plánováno. Mrakodrap byl dostavěn v roce 1989.